# Oscarsgalan 1989
Oscarsgalan 1989 var den 61:a upplagan av Academy Awards som belönade insatser inom film från 1988 och sändes från Shrine Auditorium i Los Angeles den 29 mars 1989.

## Vinnare och nominerade
Vinnarna listas i fetstil.
| Bästa film | Bästa regi |
| --- | --- |

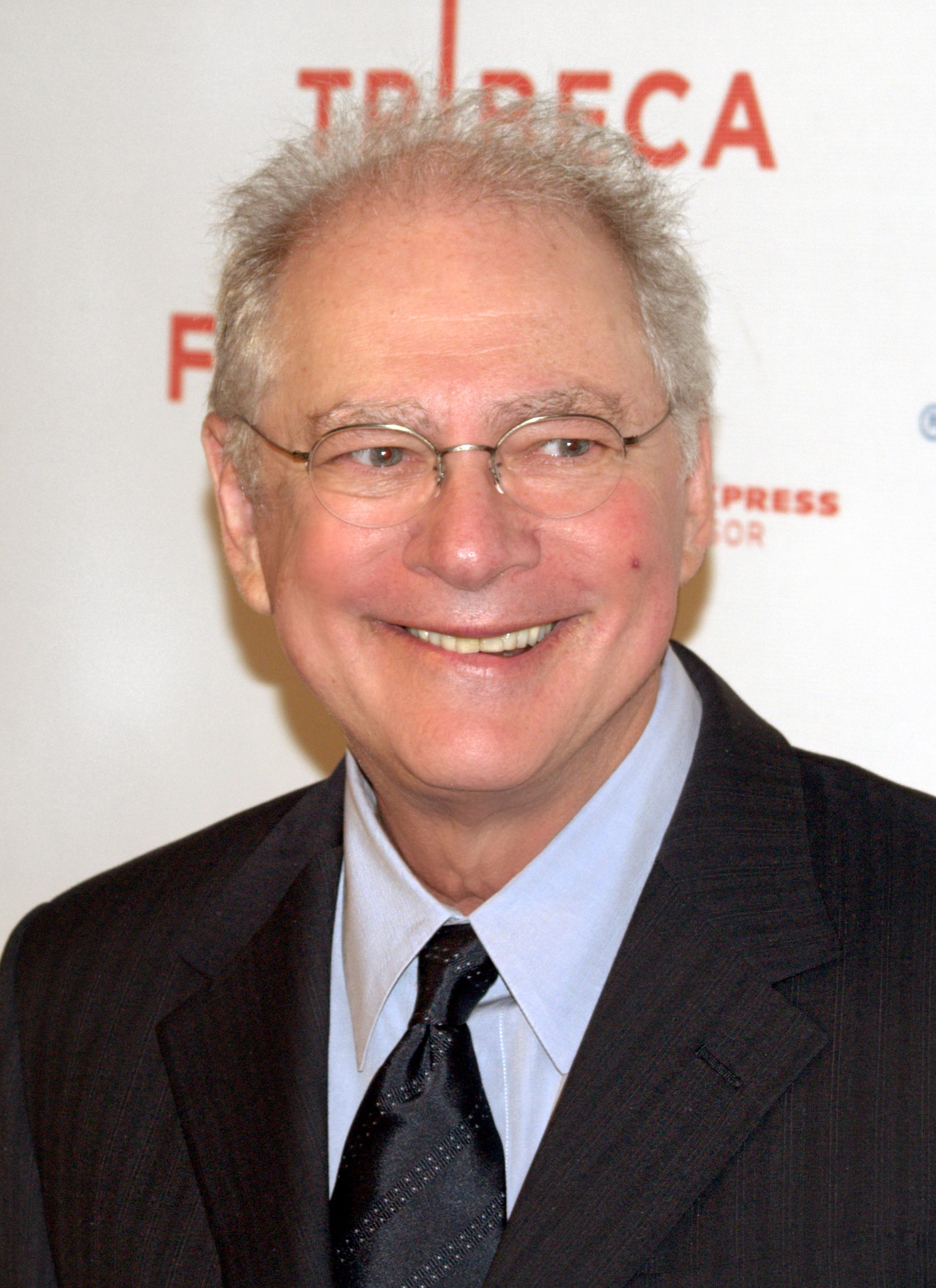
Barry Levinson
Bästa regi

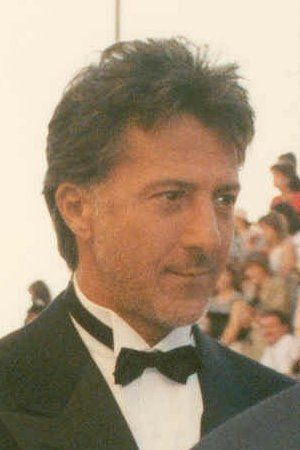
Dustin Hoffman
Bästa manliga huvudroll

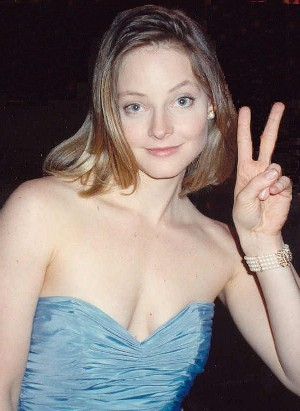
Jodie Foster
Bästa kvinnliga huvudroll

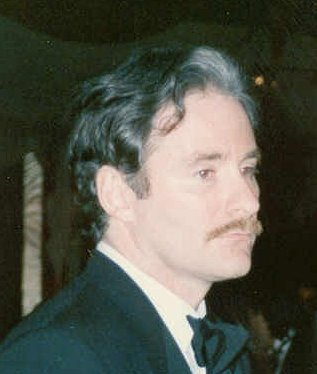
Kevin Kline
Bästa manliga biroll

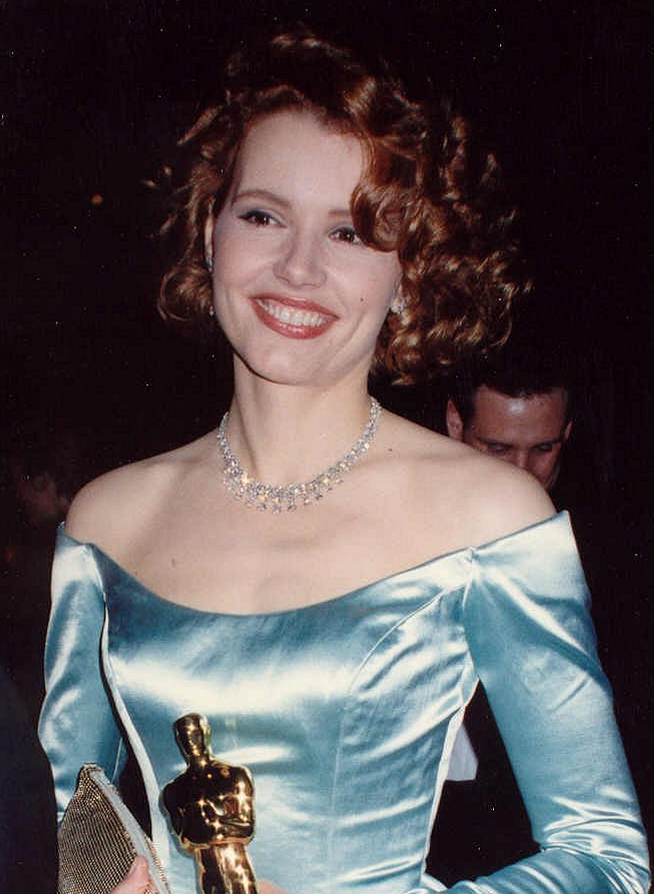
Geena Davis
Bästa kvinnliga biroll

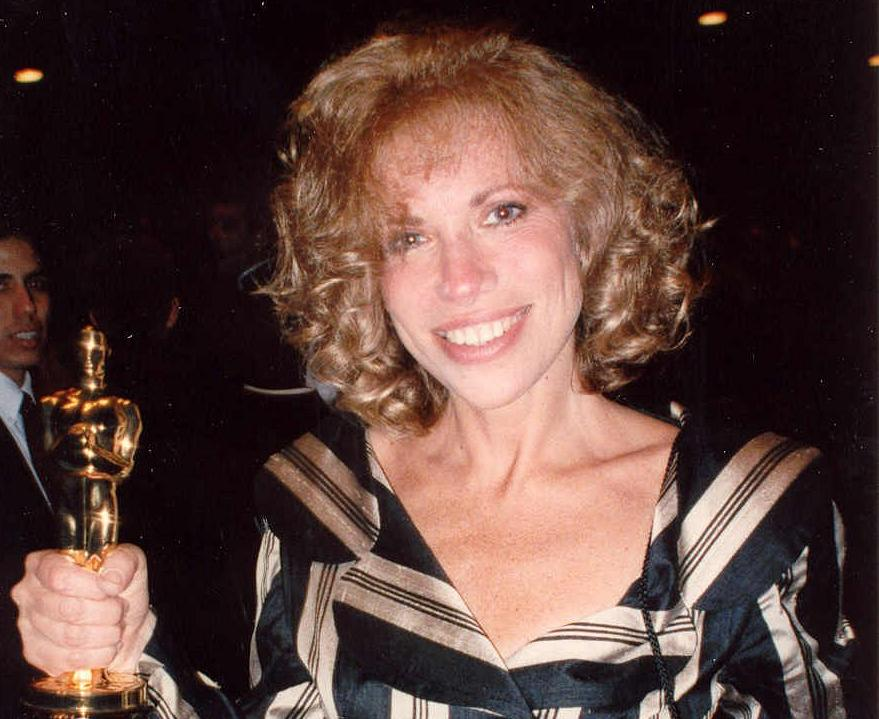
Carly Simon
Bästa sång

| - Rain Man – Mark Johnson - Den tillfällige turisten – Lawrence Kasdan, Charles Okun och Michael Grillo - Farligt begär – Norma Heyman och Hank Moonjean - Mississippi brinner – Frederick Zollo och Robert F. Colesberry - Working Girl – Douglas Wick                | - Barry Levinson – Rain Man - Charles Crichton – En fisk som heter Wanda - Mike Nichols – Working Girl - Alan Parker – Mississippi brinner - Martin Scorsese – Kristi sista frestelse |
| Bästa manliga huvudroll | Bästa kvinnliga huvudroll |
| - Dustin Hoffman – Rain Man - Gene Hackman – Mississippi brinner - Tom Hanks – Big - Edward James Olmos – Vinna eller försvinna - Max von Sydow – Pelle Erövraren | - Jodie Foster – Anklagad - Glenn Close – Farligt begär - Melanie Griffith – Working Girl - Meryl Streep – Ett skrik i mörkret - Sigourney Weaver – De dimhöljda bergens gorillor |
| Bästa manliga biroll | Bästa kvinnliga biroll |
| - Kevin Kline – En fisk som heter Wanda - Alec Guinness – Lilla Dorrit - Martin Landau – Tucker - en man och hans dröm - River Phoenix – Flykt utan mål - Dean Stockwell – Gift med maffian                                                                            | - Geena Davis – Den tillfällige turisten - Joan Cusack – Working Girl - Frances McDormand – Mississippi brinner - Michelle Pfeiffer – Farligt begär - Sigourney Weaver – Working Girl |
| Bästa originalmanus | Bästa manus efter förlaga |
| - Rain Man – Ronald Bass och Barry Morrow - Big – Gary Ross och Anne Spielberg - Bull Durham – Ron Shelton - En fisk som heter Wanda – John Cleese och Charles Crichton - Flykt utan mål – Naomi Foner                                                                 | - Farligt begär – Christopher Hampton - Den tillfällige turisten – Frank Galati och Lawrence Kasdan - De dimhöljda bergens gorillor – Anna Hamilton Phelan och Tab Murphy - Lilla Dorrit – Christine Edzard - Varats olidliga lätthet – Jean-Claude Carrière och Philip Kaufman |
| Bästa icke-engelskspråkiga film | |
| - Pelle Erövraren (Danmark) - Hanussen (Ungern) - Musikens mästare (Belgien) - Salaam Bombay! (Indien) - Kvinnor på gränsen till nervsammanbrott (Spanien) | |
| Bästa dokumentär | Bästa kortfilmsdokumentär |
| - Hôtel Terminus – Marcel Ophüls - The Cry of Reason – Robert Bilheimer och Ronald Mix - Let's Get Lost – Bruce Weber och Nan Bush - Promises to Keep – Ginny Durrin - Who Killed Vincent Chin? – Renee Tajima-Pena och Christine Choy                                 | - You Don't Have to Die – Bill Guttentag och Malcolm Clarke - Family Gathering – Ann Tegnell och Lise Yasui - The Children's Storefront – Karen Goodman - Gang Cops – Thomas B. Fleming och Daniel Marks - Portrait of Imogen – Nancy Hale och Meg Partridge |
| Bästa kortfilm | Bästa animerade kortfilm |
| - The Appointments of Dennis Jennings – Dean Parisot och Steven Wright - Cadillac Dreams – Matia Karrell - Gullah Tales – Gary Moss | - Tin Toy – John Lasseter och William Reeves - The Cat Came Back – Cordell Barker - Technological Threat – Brian Jennings och Bill Kroyer |
| Bästa filmmusik | Bästa sång |
| - Milagro – Dave Grusin - Den tillfällige turisten – John Williams - Farligt begär – George Fenton - De dimhöljda bergens gorillor – Maurice Jarre - Rain Man – Hans Zimmer                                                                                            | - "Let the River Run" från Working Girl – Musik och Text av Carly Simon - "Calling You" från Bagdad Café – Musik och Text av Bob Telson - "Two Hearts" från Buster – Musik av Lamont Dozier; Text av Phil Collins |
| Bästa ljudredigering | Bästa ljud |
| - Vem satte dit Roger Rabbit – Charles L. Campbell och Louis L. Edemann - Die Hard – Stephen Hunter Flick och Richard Shorr - Willow – Ben Burtt och Richard Hymns | - Bird – Les Fresholtz, Rick Alexander, Vern Poore och Willie D. Burton - Die Hard – Don J. Bassman, Kevin F. Cleary, Richard Overton och Al Overton Jr. - De dimhöljda bergens gorillor – Andy Nelson, Brian Saunders och Peter Handford - Mississippi brinner – Robert J. Litt, Elliot Tyson, Rick Kline och Danny Michael - Vem satte dit Roger Rabbit – Robert Knudson, John Boyd, Don Digirolamo och Tony Dawe |
| Bästa scenografi | Bästa foto |
| - Farligt begär – Stuart Craig och Gérard James - Stränder – Albert Brenner och Garrett Lewis - Rain Man – Ida Random och Linda DeScenna - Tucker - en man och hans dröm – Dean Tavoularis och Armin Ganz - Vem satte dit Roger Rabbit – Elliot Scott och Peter Howitt | - Mississippi brinner – Peter Biziou - Rain Man – John Seale - Tequila Sunrise – Conrad L. Hall - Varats olidliga lätthet – Sven Nykvist - Vem satte dit Roger Rabbit – Dean Cundey |
| Bästa smink | Bästa kostym |
| - Beetlejuice – Ve Neill, Steve LaPorte och Robert Short - En prins i New York – Rick Baker - Spökenas hämnd – Thomas R. Burman och Bari Dreiband-Burman | - Farligt begär – James Acheson - En prins i New York – Deborah Nadoolman - En handfull stoft – Jane Robinson - Sunset – Patricia Norris - Tucker - en man och hans dröm – Milena Canonero |
| Bästa klippning | Bästa specialeffekter |
| - Vem satte dit Roger Rabbit – Arthur Schmidt - Die Hard – Frank J. Urioste och John F. Link - De dimhöljda bergens gorillor – Stuart Baird - Mississippi brinner – Gerry Hambling - Rain Man – Stu Linder                                                             | - Vem satte dit Roger Rabbit – Ken Ralston, Richard Williams, Ed Jones och George Gibbs - Die Hard – Richard Edlund, Al DiSarro, Brent Boates och Thaine Morris - Willow – Dennis Muren, Michael J. McAlister, Phil Tippett och Chris Evans |

### Heders-Oscar
- National Film Board of Canada
- Eastman Kodak

### Special Achievement-Oscar
- Richard Williams: För animeringsregin av Vem satte dit Roger Rabbit.

### Filmer med flera nomineringar
- 8 nomineringar: Rain Man
- 7 nomineringar: Farligt begär och Mississippi brinner
- 6 nomineringar: Vem satte dit Roger Rabbit och Working Girl
- 5 nomineringar: De dimhöljda bergens gorillor
- 4 nomineringar: Den tillfällige turisten och Die Hard
- 3 nomineringar: En fisk som heter Wanda och Tucker - en man och hans dröm
- 2 nomineringar: Big, En prins i New York, Flykt utan mål, Lilla Dorrit, Pelle Erövraren, Varats olidliga lätthet och Willow

### Filmer med flera vinster
- 4 vinster: Rain Man
- 3 vinster: Farligt begär och Vem satte dit Roger Rabbit